# Allium altissimum
Allium altissimum — вид рослин з родини амарилісових (Amaryllidaceae); поширений у західній і центральній Азії.

## Опис
Рослина заввишки 80–170 см. Великий кулястий зонтик густо багатоквітковий; квітконоси неоднакові. Квітки фіолетові, рожево-фіолетові або бузково-рожеві, сегменти оцвітини з більш темним серединними жилками. 

## Поширення
Поширений у північно-східному Ірані, Афганістані, Казахстані, Киргизстані, Таджикистані, Туркменістані, Узбекистані.